# Żegnaj blondyneczko
Żegnaj blondyneczko (oryg. Bye Bye Blondie) – francuski komediodramat z 2012 roku w reżyserii Virginie Despentes, wyprodukowany przez Happiness Distribution. Zdjęcia kręcono w Nancy.

## Opis fabuły
Nastoletnia Gloria trafia do szpitala psychiatrycznego, gdzie poznaje cierpiącą na amnezję Frances. Nawiązują romans. Mija 20 lat. Gloria (Béatrice Dalle) jest artystką, a Frances (Emmanuelle Béart) gwiazdą telewizyjną. Gdy się spotykają, ich uczucie odżywa.

## Obsada
- Emmanuelle Béart jako Frances
- Béatrice Dalle jako Gloria
- Soko jako młoda Gloria
- Clara Ponsot jako młoda Frances
- Pascal Greggory jako Claude
- Gilles Duarte jako kierowca
- Sasha Andres jako Véro
- Mélanie Martinez Llense jako kelnerka
- Jean-Marc Royon jako Michel
- Olivia Csiky Trnka jako Hélène

i inni.